# Campo volcánico de Auckland
El campo volcánico de Auckland es una zona de volcanes monogénicos que abarca gran parte del área metropolitana de Auckland, la mayor ciudad de Nueva Zelanda, situada en la Isla Norte. Los aproximadamente 53 volcanes del campo han producido una variada gama de maares (cráteres de explosión), anillos de toba, conos de escoria y flujos de lava. Con la excepción del Rangitoto, ningún volcán ha entrado en erupción más de una vez, pero las erupciones han durado varios periodos que van desde unas pocas semanas hasta varios años. El Rangitoto entró en erupción dos veces; la primera erupción se produjo hace unos 600 años, seguida de una segunda erupción aproximadamente 50 años después. El campo está alimentado en su totalidad por magma basáltico, a diferencia del vulcanismo explosivo impulsado por la subducción en la zona central de la Isla Norte, como en el monte Ruapehu y el lago Taupō. El campo está actualmente inactivo, pero podría volver a estar activo.

## Características
El campo se extiende desde el lago Pupuke y la isla de Rangitoto en el norte hasta Matukutururu (montaña Wiri) en el sur, y desde el monte Albert en el oeste hasta la montaña Pigeon en el este.
El primer respiradero entró en erupción en Pupuke hace 193.200 ± 2.800 años. La erupción más reciente (hace unos 600 años y dentro de la memoria histórica de los maoríes locales) fue la de Rangitoto, un volcán en escudo insular situado justo al este de la ciudad, que arrojó 0,7 kilómetros cúbicos de lava. Los volcanes del campo son relativamente pequeños, ya que la mayoría tienen menos de 150 metros de altura.
El lago Pupuke, en la costa norte, cerca de Takapuna, es un cráter de explosión volcánica. Algunos cráteres similares, como el de la cuenca de Ōrākei, están abiertos al mar. 
El campo ha producido voluminosas coladas de lava que cubren gran parte del istmo de Auckland. Una de las más largas se extiende desde el monte Saint John hacia el norte, hasta casi cruzar el puerto de Waitematā para formar el arrecife de Meola. Se han descubierto más de 50 tubos de lava y otras cuevas de lava, incluida la cueva de lava Wiri, de 290 metros de longitud. La segunda cueva individual más larga del campo de Auckland, de unos 270 metros de longitud total, es la cueva de las Mil Presiones, al este de Maungakiekie/One Tree Hill. Dos impresionantes depresiones causadas por derrumbes de cuevas de lava son la gruta de Puka Street y el cercano estanque Hochstetter, también conocido como estanque Grotto Street, en Onehunga.
Durante la mayor parte de los 200.000 años en que el campo ha entrado en erupción, en el planeta se han producido períodos glaciares (eras de hielo) en los que el nivel del mar era mucho más bajo debido a que el agua quedaba encerrada en forma de hielo, y los puertos de Waitemata y Manukau eran tierra firme. Probablemente, todos los volcanes entraron en erupción en tierra firme, excepto el Rangitoto, que lo hizo durante el actual periodo interglaciar (más cálido).

## Contexto humano

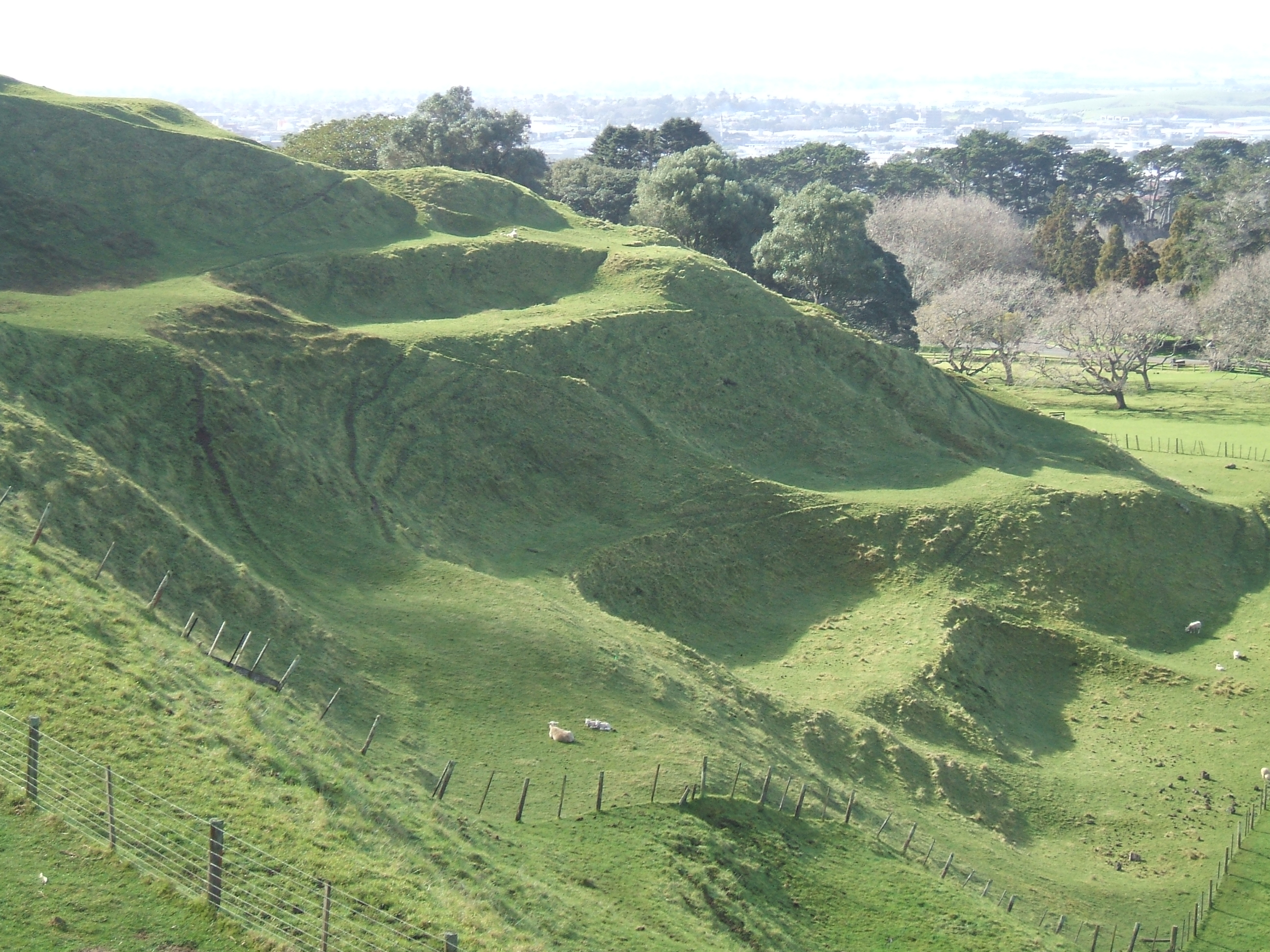
Terrazas talladas por los maoríes en las laderas de Maungakiekie / One Tree Hill

### Mitología
Los mitos maoríes de Tāmaki describen la creación del campo volcánico como una creación de Mataaho (el guardián de los secretos de la tierra) y su hermano Rūaumoko (el dios de los terremotos y los volcanes), realizada como castigo contra una tribu de patupaiarehe, seres sobrenaturales que viven en las cordilleras Waitākere, que utilizaron la magia mortal de la tierra para derrotar a una partida de guerra de patupaiarehe de la cordillera Hunua. En algunas tradiciones, la diosa del fuego Mahuika crea el campo volcánico como una forma de calentar a Mataaho, después de que su esposa se marchara y le quitara la ropa. Debido a su estrecha relación con Mataaho, los elementos volcánicos pueden denominarse colectivamente Nga Maunga a Mataaho ("Las montañas de Mataaho"), o Ngā Huinga-a-Mataaho ("los volcanes reunidos de Mataaho").
Muchos de los volcanes de Māngere pueden denominarse Nga Tapuwae a Mataoho ("Las huellas sagradas de Mataoho"), como la laguna Māngere, Waitomokia, la colina del Cráter, Kohuora, la laguna Pukaki y la colina Robertson. Muchos de los nombres en lengua maorí de las características volcánicas en el campo se refieren a Mataaho por su nombre, incluyendo Te Pane o Mataaho (montaña Māngere), Te Tapuwae a Mataoho (colina Robertson) y Te Kapua Kai o Mataoho (el cráter de Maungawhau / Monte Edén).

### Uso
Muchas de las maunga (montañas) estaban ocupadas por importantes pā (fortificaciones) maoríes antes del asentamiento de los pākehā, y todavía son visibles muchas terrazas y otros restos arqueológicos. Muchos de los conos han sido nivelados o fuertemente alterados, en pequeña parte debido al uso histórico maorí, pero sobre todo por la extracción relativamente reciente de materiales de construcción (especialmente escoria). Sin embargo, muchos de los volcanes restantes se conservan ahora como monumentos y parques.
Las laderas más cálidas del norte de las montañas también eran populares entre los primeros colonos pākehā para la construcción de viviendas. En la década de 1880, Takarunga / Mount Victoria y Maungauika / North Head se desarrollaron como instalaciones militares debido a los temores de una invasión rusa. Los conos también están protegidos por una ley de 1915, la Ley de Disposición de Reservas y Otras Tierras y de Potenciación de Organismos Públicos de 1915, que se aprobó debido a la preocupación temprana de que el paisaje distintivo estaba siendo erosionado, especialmente por la explotación de canteras. Aunque a menudo se ignoró hasta finales del siglo XX, entre otras cosas ha minimizado los graves cambios en el monte Roskill propuestos por Transit New Zealand para la autopista del suroeste.
En marzo de 2007, Nueva Zelanda presentó el campo volcánico, con varios rasgos específicamente nombrados, como candidato a Patrimonio de la Humanidad por su combinación única de rasgos naturales y culturales. En ese momento, sólo el 2% de los más de 800 sitios de Patrimonio de la Humanidad de todo el mundo estaban en esta categoría "mixta". 
Durante la mayor parte de la historia de Auckland posterior a 1840, las montañas han sido administradas de forma diversa por la Corona neozelandesa, el Consejo de Auckland (o sus antiguos organismos, como el Consejo Municipal de Auckland y el Consejo Municipal de Manukau) o el Departamento de Conservación.
En el acuerdo del tratado de Waitangi de 2014 entre la Corona y el colectivo Ngā Mana Whenua o Tāmaki Makaurau de 13 iwi y hapu (también conocido como el Colectivo Tāmaki), la propiedad de los 14 Tūpuna Maunga (montañas ancestrales) de Tāmaki Makaurau / Auckland, fue conferida al colectivo. La legislación especificaba que la tierra se mantenía en fideicomiso "para el beneficio común de Ngā Mana Whenua o Tāmaki Makaurau y los demás habitantes de Auckland". La Tūpuna Maunga o Tāmaki Makaurau Authority o Tūpuna Maunga Authority (TMA) es la organización de cogobierno establecida para administrar los 14 Tūpuna Maunga. El Consejo de Auckland gestiona los Tūpuna Maunga bajo la dirección de la TMA.

### Peligros
Dado que el campo no está extinguido, pueden producirse nuevos eventos volcánicos en cualquier momento, aunque el periodo habitual entre ellos es, por término medio, de entre cientos y miles de años. Sin embargo, los efectos de un evento de este tipo -especialmente una erupción a gran escala- serían considerables, y abarcarían desde oleadas piroclásticas hasta terremotos, bombas de lava, caídas de ceniza y la expulsión de gas volcánico, así como flujos de lava. Estos efectos podrían prolongarse durante varios meses, causando potencialmente una destrucción y una perturbación considerables, que van desde el enterramiento de importantes extensiones de propiedades residenciales o comerciales hasta el cierre a medio o largo plazo de partes importantes de las infraestructuras del país, como el puerto de Auckland, la red de carreteras estatales o el aeropuerto de Auckland. Es posible que varios volcanes entren en erupción simultáneamente. Hay pruebas fehacientes de que ocho entraron en erupción en un lapso de unos 3.000 años, entre 31.000 y 28.000 años atrás. 
La mayoría de los eventos eruptivos en el campo han sido de pequeño volumen, muy limitados en el tiempo, que suelen implicar menos de 0,005 km³ de magma abriéndose camino hacia la superficie. Sin embargo, la misma cantidad de magma puede tener un impacto de un orden de magnitud diferente. Una erupción submarina, que es más probable que sea explosiva, dio lugar a la formación del cráter de Ōrākei, de 0,7 km de ancho, que destruyó un área de 3 km³ por la formación del cráter y el impacto del oleaje de la base. Esto contrasta con el cono de unos 0,5 km de diámetro producido por la misma cantidad de magma ascendente que podría destruir un área de 0,3 km³ si no hay interacción con las aguas subterráneas. Los modelos han sugerido que es probable que la próxima erupción en el campo volcánico esté asociada con el agua y en el área que se extiende desde la ciudad central hasta sus suburbios del norte y noreste que rodean e incluyen el puerto de Waitemata. En Nueva Zelanda, el riesgo volcánico del campo está clasificado por debajo del del volcán de la zona volcánica de Taupo, pero es probable que la población afectada lo perciba como una molestia potencial mayor si se produce.
Se han creado varias estructuras, planes y sistemas operativos para preparar la respuesta a la actividad volcánica dentro de las zonas urbanas, coordinados principalmente en el Plan de Contingencia del Campo Volcánico de Auckland. del Consejo Regional de Auckland, que proporciona un marco para la interacción de los servicios de defensa civil y de emergencia durante una erupción. Auckland también cuenta con una red de vigilancia sísmica que incluye seis sismómetros -uno de ellos a 250 metros de profundidad en Riverhead- y tres repetidores en la región que detectan los pequeños temblores que probablemente preceden a cualquier actividad volcánica. Es probable que esto dé entre unas horas y varios días de aviso de una erupción inminente, y su ubicación aproximada.
El Museo Conmemorativo de la Guerra de Auckland, construido a su vez en el borde del cráter de Pukekawa, cuenta con una exposición sobre el yacimiento, que incluye la "experiencia multisensorial para visitantes de Puia Street", que simula una vista de tribuna de una erupción en Auckland.
En 2013, los científicos afirmaron que nuevos estudios mostraban que Rangitoto había sido mucho más activo en el pasado de lo que se pensaba, sugiriendo que había estado activo de forma intermitente durante unos 1.000 años antes de las últimas erupciones, hace unos 550 años. Los funcionarios de Defensa Civil afirmaron que el descubrimiento no hacía que vivir en Auckland fuera más peligroso, pero sí que cambiaba su visión de cómo podría proceder una evacuación.

## Lista de volcanes
Los volcanes dentro del campo son:
| Volcanes                                                     | Edad (miles de años)  | Altura                         | Ubicación (coordenadas)                          | Refs   | Imágenes |
| ------------------------------------------------------------ | --------------------- | ------------------------------ | ------------------------------------------------ | ------ | -------- |
| Albert Park Volcano                                          | 145.0 ± 4.0           | No está claro                  | 36°50′55″S 174°46′02″E / -36.8486, 174.7673      | [ 36 ] |          |
| Ash Hill                                                     | 31.8 ± 0.4            | 30 metros (32,8 yd)            | 37°00′10″S 174°52′03″E / -37.002754, 174.867545  |        |          |
| Boggust Park Crater                                          | 130+                  | 5 metros (5,5 yd)              | 36°57′19″S 174°48′49″E / -36.955413, 174.813552  | [ 1 ]  |          |
| Cemetery Crater                                              | Undated               | 33 metros (36,1 yd)            | 36°59′23″S 174°50′28″E / -36.989828, 174.841082  | [ 1 ]  |          |
| Crater Hill                                                  | 30.4 ± 0.8            |                                | 36°59′12″S 174°49′38″E / -36.986546, 174.827135  |        |          |
| Grafton Volcano                                              | 106.5                 |                                | 36°51′30″S 174°45′49″E / -36.858440, 174.763624  |        |          |
| Hampton Park                                                 | 57.0 ± 32.0           | 35 metros (38,3 yd)            | 36°57′03″S 174°53′44″E / -36.950925, 174.89544   |        |          |
| Kohuora                                                      | 33.7 ± 2.4            |                                | 36°58′43″S 174°50′34″E / -36.97873, 174.842691   |        |          |
| Lago Māngere                                                 | 59.5                  |                                | 36°57′25″S 174°46′39″E / -36.95702, 174.77763    |        |          |
| Matanginui / Green Mount                                     | 19.6 ± 6.6            | 78 metros (85,3 yd)            | 36°56′24″S 174°53′54″E / -36.939911, 174.898267  |        |          |
| Matukutureia / McLaughlins Mountain                          | 48.2 ± 6.4            | 73 metros (79,8 yd)            | 37°00′49″S 174°50′46″E / -37.013511, 174.845974  |        |          |
| Maungakiekie / One Tree Hill                                 | 67.0 ± 12.0           | 182 metros (199 yd)            | 36°54′0″S 174°46′59″E / -36.90000, 174.78306     |        |          |
| Maungarahiri / Little Rangitoto                              | 24.6 ± 0.6            | 75 metros (82,0 yd)            | 36°52′31″S 174°48′35″E / -36.875407, 174.809636  |        |          |
| Maungarei / Monte Wellington                                 | 10.0 ± 1.0            | 135 metros (147,6 yd)          | 36°53′35″S 174°50′47.6″E / -36.89306, 174.846556 |        |          |
| Maungataketake / Elletts Mountain                            | 88.9 ± 4.8            | 76 metros (83,1 yd)            | 36°59′41″S 174°44′51″E / -36.994635, 174.747548  |        |          |
| Maungauika / North Head                                      | 87.5 ± 15.2           | 50 metros (54,7 yd)            | 36°49′40″S 174°48′43″E / -36.827751, 174.81205   |        |          |
| Maungawhau / Mount Eden                                      | 28.0 ± 0.6            | 196 metros (214,3 yd)          | 36°52′37″S 174°45′50″E / -36.877, 174.764        |        |          |
| Motukorea / Browns Island                                    | 24.4 ± 0.6            | 68 metros (74,4 yd)            | 36°49′50″S 174°53′41″E / -36.8306, 174.8948      |        |          |
| Mount Robertson / Sturges Park                               | 24.3 ± 0.8            | 78 metros (85,3 yd)            | 36°56′55″S 174°50′30″E / -36.948477, 174.841726  |        |          |
| Ōhinerau / Mount Hobson                                      | 34.2 ± 1.8            | 143 metros (156,4 yd)          | 36°52′40″S 174°47′10″E / -36.877814, 174.786156  |        |          |
| Ohuiarangi / Pigeon Mountain                                 | 23.4 ± 0.8            | 55 metros (60,1 yd)            | 36°53′20″S 174°54′11″E / -36.888846, 174.903116  |        |          |
| Ōrākei Basin                                                 | 126.0 ± 6.0           | Sea level                      | 36°52′02″S 174°48′47″E / -36.867124, 174.81308   |        |          |
| Otahuhu / Mount Richmond                                     | 30.2 ± 4.2            | 50 metros (54,7 yd)            | 36°55′57″S 174°50′22″E / -36.932562, 174.839451  |        |          |
| Ōtuataua                                                     | 24.2 ± 1.8            | 64 metros (70,0 yd)            | 36°59′10″S 174°45′15″E / -36.98611, 174.75417    |        |          |
| Ōwairaka / Te Ahi-kā-a-Rakataura / Mount Albert              | 119.2 ± 5.6           | 135 metros (147,6 yd)          | 36°53′26″S 174°43′12″E / -36.890475, 174.720097  |        |          |
| Puhinui Craters                                              | Undated               | 22 metros (24,1 yd)            | 37°00′53″S 174°49′59″E / -37.01465, 174.83296    | [ 1 ]  |          |
| Pukaki Lagoon                                                | 45+                   | Sea Level                      | 36°58′59″S 174°48′37″E / -36.982998, 174.810226  |        |          |
| Pukeiti                                                      | 23.7                  | 30 metros (32,8 yd)            | 36°59′02″S 174°45′26″E / -36.983756, 174.757183  |        |          |
| Pukekawa / Auckland Domain                                   | 106.0 ± 8.0           |                                | 36°51′33″S 174°46′33″E / -36.859158, 174.775808  |        |          |
| Pukewīwī / Puketāpapa / Mount Roskill                        | 105.3 ± 6.2           | 110 metros (120,3 yd)          | 36°54′44″S 174°44′15″E / -36.912286, 174.737371  |        |          |
| Pukewairiki                                                  | 130+                  | 30 metros (32,8 yd)            | 36°56′39″S 174°51′57″E / -36.944078, 174.865887  |        |          |
| Pupuke                                                       | 193.2 ± 5.6           | −57 metros (−62,3 yd)          | 36°46′48″S 174°45′58″E / -36.780115, 174.766184  |        |          |
| Isla Rangitoto                                               | 0.55 (first eruption) | 260 metros (284,3 yd)          | 36°47′12″S 174°51′36″E / -36.786742, 174.860115  |        |          |
| Rarotonga / Mount Smart                                      | 20.1 ± 0.2            | 87 metros (95,1 yd) (quarried) | 36°55′6″S 174°48′45″E / -36.91833, 174.81250     |        |          |
| Styaks Swamp                                                 | 19.1                  |                                | 36°56′10″S 174°54′01″E / -36.936138, 174.900155  |        |          |
| Takaroro / Mount Cambria                                     | 42.3 ± 22.0           | 30 metros (32,8 yd) (quarried) | 36°49′28″S 174°48′07″E / -36.824444, 174.801933  |        |          |
| Takarunga / Monte Victoria                                   | 34.8 ± 4.0            | 87 metros (95,1 yd)            | 36°49′36″S 174°47′56″E / -36.8266, 174.7990      |        |          |
| Taurere / Taylors Hill                                       | 30.2 ± 0.2            | 56 metros (61,2 yd)            | 36°51′51″S 174°52′12″E / -36.864223, 174.869943  |        |          |
| Te Apunga-o-Tainui / McLennan Hills                          | 41.3 ± 2.4            | 45 metros (49,2 yd) (quarried) | 36°55′45″S 174°50′47″E / -36.929208, 174.846468  |        |          |
| Te Hopua-a-Rangi / Gloucester Park                           | 31.0                  | Sea level (reclaimed)          | 36°55′46″S 174°47′05″E / -36.9295, 174.784734    |        |          |
| Te Kopua Kai-a-Hiku / Cuenca de Panmure                      | 25.2 ± 1.8            | Sea level                      | 36°54′18″S 174°50′58″E / -36.90495, 174.849343   | [ 37 ] |          |
| Te Kopua-o-Matakamokamo / Tank Farm                          | 181.0 ± 2.0           |                                | 36°48′07″S 174°45′12″E / -36.8020, 174.7533      |        |          |
| Onepoto                                                      | 187.6                 |                                | 36°48′29″S 174°45′03″E / -36.80818, 174.75085    |        |          |
| Te Kōpuke / Tītīkōpuke / Monte San Juan                      | 75.3 ± 3.4            | 126 metros (137,8 yd)          | 36°53′00″S 174°46′49″E / -36.883431, 174.780196  |        |          |
| Te Motu-a-Hiaroa / Puketutu                                  | 29.8 ± 4.4            | 65 metros (71,1 yd)            | 36°57′55″S 174°44′50″E / -36.965186, 174.747248  |        |          |
| Te Pane-o-Mataaho / Montaña Māngere                          | 59.0 ± 20.0           | 106 metros (115,9 yd)          | 36°56′59″S 174°46′59″E / -36.9496, 174.7831      | [ 38 ] |          |
| Te Pou Hawaiki                                               | 28.0+                 | Quarried                       | 36°52′57″S 174°46′00″E / -36.88247, 174.766726   |        |          |
| Te Puke ō Tara / Otara Hill                                  | 56.5                  | 89 metros (97,3 yd) (quarried) | 36°56′50″S 174°53′54″E / -36.947105, 174.898363  |        |          |
| Te Tātua-a-Riukiuta / Three Kings                            | 31.0 ± 1.8            | 133 metros (145,5 yd)          | 36°54′11″S 174°45′17″E / -36.902926, 174.754651  |        |          |
| Te Tauoma / Purchas Hill                                     | 10.9 ± 0.2            | 50 metros (54,7 yd) (quarried) | 36°53′14″S 174°50′51″E / -36.887138, 174.847476  |        |          |
| Waitomokia / Mt Gabriel                                      | 20.3 ± 0.2            | 20 metros (21,9 yd) (quarried) | 36°58′37″S 174°46′13″E / -36.976981, 174.770336  |        |          |
| Whakamuhu / Saint Heliers / Glover Park – see Achilles Point | 161.0 ± 36.0          | Sea level                      | 36°50′49″S 174°52′04″E / -36.846911, 174.867662  |        |          |
| Wiri Mountain / Matukutūruru                                 | 30.1–31.0             | 80 metros (87,5 yd) (quarried) | 37°00′26″S 174°51′30″E / -37.007334, 174.858441  |        |          |

### Más información
- Lava and Strata: A guide to the volcanoes and rock formations of Auckland. Homer, Lloyd; Moore, Phil & Kermode, Les; Landscape Publications and the Institute of Geological and Nuclear Sciences, 2000. ISBN 0-908800-02-9.
- "Probabilistic assessment of future vent locations and eruption styles for the Auckland Volcanic Field, New Zealand". Magill, Christina R; McAneney, K.J.; Proceedings of the International Association for Mathematical Geology 2003, Portsmouth, UK, 7–12 September 2003.
- Volcanic risk ranking for Auckland, New Zealand. I: Methodology and hazard investigation. Magill, Christina R.; Blong, Russell; Bulletin of Volcanology, Volume 67, Issue 4, April 2005, Pages 331 – 339, DOI 10.1007/s00445-004-0374-6, accessed 2006-07-14.
- City of Volcanoes: A geology of Auckland. Searle, Ernest J.; revised by Mayhill, R.D.; Longman Paul, 1981. First published 1964. ISBN 0-582-71784-1.
- "Facies analysis of pyroclastic deposits within basaltic tuff-rings of the Auckland volcanic field, New Zealand (abstract)". Sharon R. Allen, Vivienne F. Bryner, Ian E. M. Smith, Peter F. Ballance, New Zealand Journal of Geology and Geophysics, 1996, Vol. 39: 309–327.
- Volcanoes of Auckland: A Field Guide. Hayward, B.W.; Auckland University Press, 2019, 335 pp. ISBN 0-582-71784-1.